# La scimmia di pietra
Per gli agenti dell'Ufficio Immigrazione americano che intercettavano le loro navi, che li arrestavano e li rimpatriavano erano gli irregolari.»
La scimmia di pietra è un romanzo di Jeffery Deaver, Scrittore statunitense. Fa parte del ciclo di Lincoln Rhyme. Nel 2002 viene pubblicato per la prima volta in Italia.

## Trama
Lincoln Rhyme, il detective tetraplegico, viene chiamato in aiuto dall'Ufficio Immigrazione americano per catturare lo Spettro, uno dei più importanti trafficanti di esseri umani della Cina. Infatti lo Spettro, dopo aver fatto affondare la nave su cui viaggiava insieme ad un carico di immigrati, si lancia alla caccia delle uniche due famiglie sopravvissute nell'esplosione, i Wu e i Chang, che si trovano nascosti a New York. Questa caccia appare ingiustificata agli occhi di tutti, ma non a quelli di Lincoln Rhyme, che, grazie anche all'aiuto di Amelia Sachs e di un poliziotto cinese, Sonny Li, anch'esso presente sulla nave esplosa, riuscirà ad assicurare alla giustizia lo Spettro.

## Edizioni
- Jeffery Deaver, La scimmia di pietra, traduzione di Maura Parolini, Matteo Curtoni, collana Romanzi e racconti, Sonzogno, 2002,  p. 439, ISBN 88-454-2253-4.